# Jesús Valenzuela
Jesús Noel Valenzuela Sáez (Acarigua, Páez, 24 de novembro de 1983) é um árbitro de futebol venezuelano.
Estreou na arbitragem Venezuela no Torneio Abertura da Primeira Divisão Venezuelana 2011/12. É árbitro internacional da FIFA desde 2013.
Chamado para apitar a Copa do Mundo FIFA de 2022 com seus assistentes Jorge Urrego e Tulio Moreno.